# خاویر آگیره (کارگردان)
خاویر آگیره (اسپانیایی: Javier Aguirre‎؛ زادهٔ ۱۳ ژوئن ۱۹۳۵ - ۴ دسامبر ۲۰۱۹) یک کارگردان فیلم، و فیلم‌نامه‌نویس اهل اسپانیا بود.
از فیلم‌های او می‌توان به «در جستجوی تخم‌مرغ گم‌شده» (۱۹۸۲) اشاره کرد.